# Vall-llobrega
Vall-llobrega ist eine Gemeinde in der autonomen Region Katalonien in Spanien in der Provinz Girona mit 906 Einwohnern (Stand: 2024). Zur Gemeinde gehören neben dem Hauptort Vall-llobrega die Ortschaften Mas Falquet und Raval de Baix.

## Lage
Vall-llobrega liegt etwa 28 Kilometer ostsüdöstlich von Girona und etwa 110 Kilometer ostnordöstlich von Barcelona nahe der Costa Brava in einer Höhe von ca. 50 m.

## Bevölkerungsentwicklung
| Jahr      | 1970 | 1981 | 1991 | 2001 | 2011 | 2021 |
| Einwohner | 213  | 209  | 209  | 438  | 895  | 922  |

## Sehenswürdigkeiten
- Dolmen von Montagut
- alte Matthäuskirche

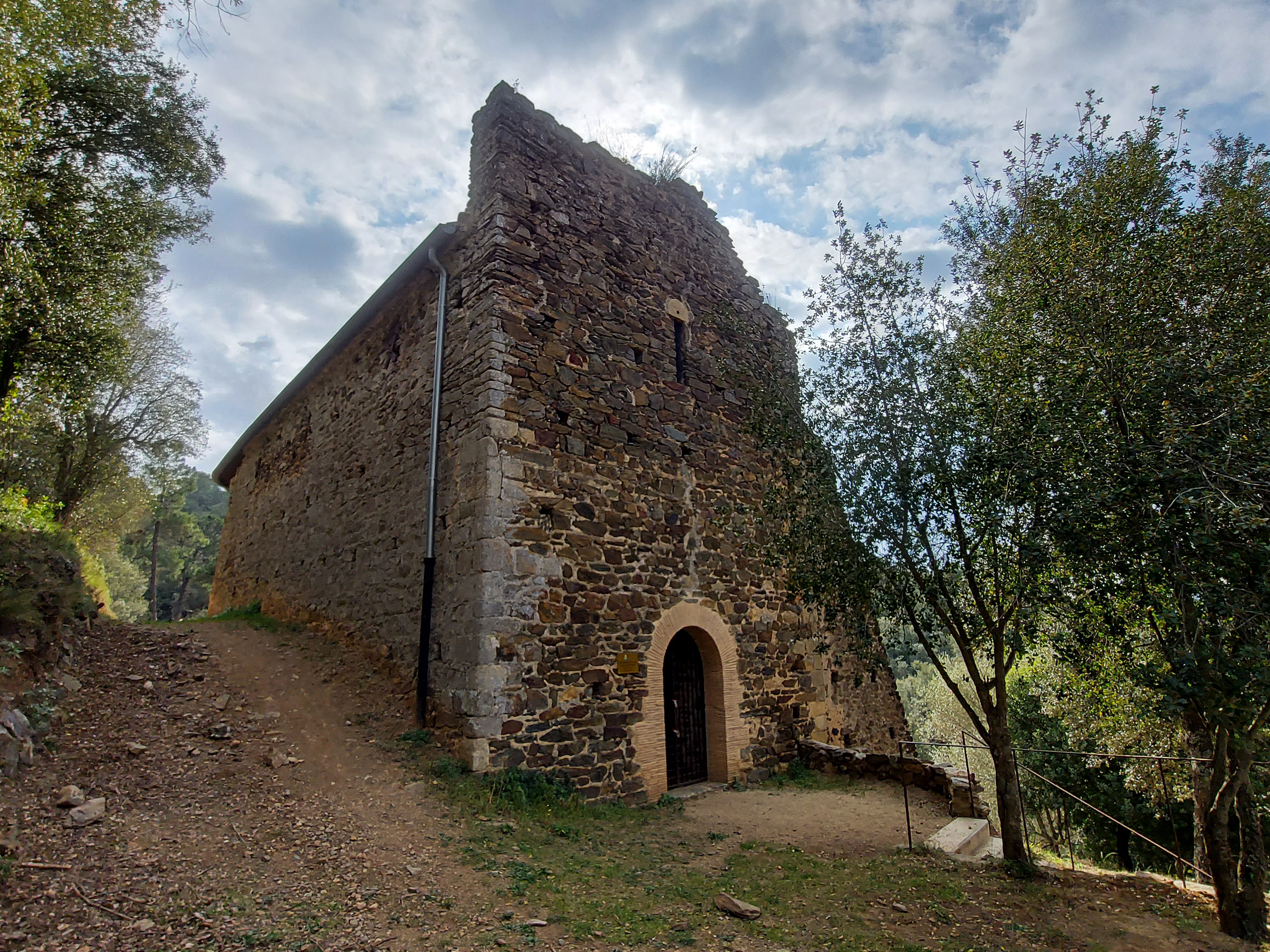
Alte Matthäuskirche
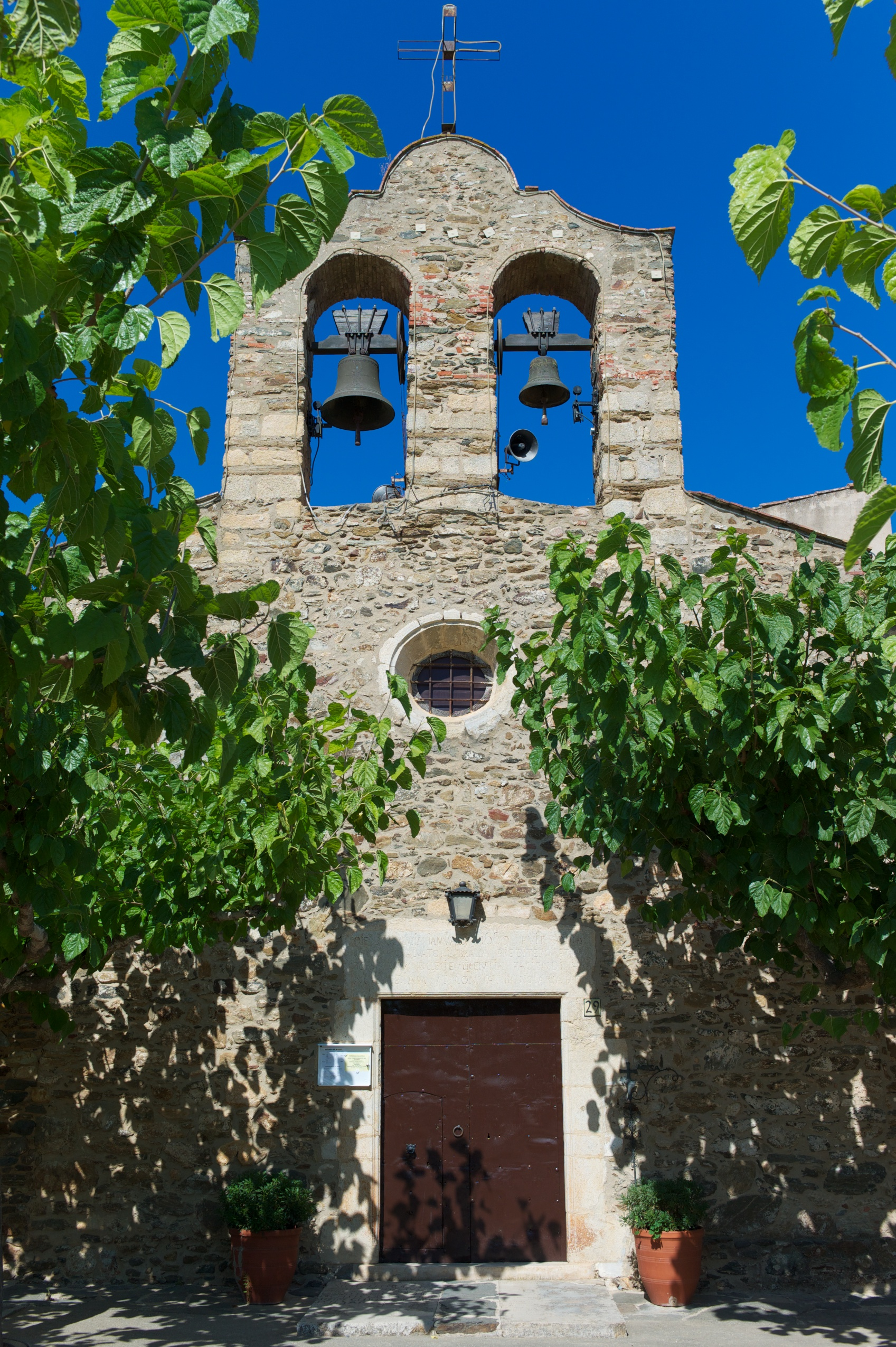
Neue Matthäuskirche